# Yoshimi Katayama
Yoshimi Katayama (片山義美?, Katayama Yoshimi; 15 maggio 1940 – 26 marzo 2016 ) è stato un pilota motociclistico e pilota automobilistico giapponese.

## Carriera
Per quanto riguarda le competizioni motociclistiche ha fatto parte della squadra Suzuki dal 1963 al 1967 gareggiando in tre categorie diverse, 50, 125 e 250.
In questi anni di partecipazione al motomondiale ha vinto 4 gran premi di cui il primo è stato in occasione del Gran Premio motociclistico del Giappone del 1966 e quale miglior risultato in classifica generale, nel 1967 si è laureato vicecampione del mondo nella classe 50 alle spalle di Hans-Georg Anscheidt.
In seguito è passato alle competizioni automobilistiche perlopiù al volante di automobili Mazda, sia in competizioni nazionali relative a vetture turismo che in quelle internazionali relative alle vetture Sport Prototipo partecipando anche alla 24 Ore di Le Mans.
Muore il 26 marzo del 2016 all'età di 75 anni.

## Risultati nel motomondiale

### Classe 50
| 1966 | Classe | Moto   |     |   |    |   |    |    |    |    |    |     |   |   |  | Punti | Pos. |
| ---- | ------ | ------ | --- | - | -- | - | -- | -- | -- | -- | -- | --- | - | - |  | ----- | ---- |
| 1966 | 50     | Suzuki | Rit | - | NE | 5 | NE | NE | NE | NE | NE | Rit | - | 1 |  | 10    | 5º   |

| 1967 | Classe | Moto   |   |     |   |     |   |   |    |    |    |    |    |    |     | Punti | Pos. |
| ---- | ------ | ------ | - | --- | - | --- | - | - | -- | -- | -- | -- | -- | -- | --- | ----- | ---- |
| 1967 | 50     | Suzuki | 2 | Rit | 1 | Rit | 1 | 2 | NE | NE | NE | NE | NE | NE | Rit | 28    | 2º   |

| Legenda | 1º posto        | 2º posto            | 3º posto            | A punti      | Senza punti        | Grassetto – Pole position Corsivo – Giro più veloce |
| Legenda | Gara non valida | Non qual./Non part. | Ritirato/Non class. | Squalificato | '-' Dato non disp. | Grassetto – Pole position Corsivo – Giro più veloce |

### Classe 125
| 1964 | Classe | Moto   |   |   |   |   |   |    |   |   |   |   |   |   |  | Punti | Pos. |
| ---- | ------ | ------ | - | - | - | - | - | -- | - | - | - | - | - | - |  | ----- | ---- |
| 1964 | 125    | Suzuki | - | - | - | - | - | NE | - | - | - | - | - | 3 |  | 4     | 11º  |

| 1965 | Classe | Moto   |   |   |   |   |     |   |    |   |   |   |   |   |     | Punti | Pos. |
| ---- | ------ | ------ | - | - | - | - | --- | - | -- | - | - | - | - | - | --- | ----- | ---- |
| 1965 | 125    | Suzuki | - | - | - | - | Rit | 2 | NE | - | - | - | - | - | Rit | 6     | 11º  |

| 1966 | Classe | Moto   |     |   |    |     |    |   |     |   |     |  |   |   |  | Punti | Pos. |
| ---- | ------ | ------ | --- | - | -- | --- | -- | - | --- | - | --- |  | - | - |  | ----- | ---- |
| 1966 | 125    | Suzuki | Rit | - | NE | Rit | NE | 2 | Rit | 5 | Rit |  | - | 2 |  | 14    | 6º   |

| 1967 | Classe | Moto   |   |   |   |     |   |    |     |     |  |   |   |   |   | Punti | Pos. |
| ---- | ------ | ------ | - | - | - | --- | - | -- | --- | --- |  | - | - | - | - | ----- | ---- |
| 1967 | 125    | Suzuki | 3 | 1 | 3 | Rit | 4 | NE | Rit | Rit |  | - | - | - | - | 19    | 4º   |

| Legenda | 1º posto        | 2º posto            | 3º posto            | A punti      | Senza punti        | Grassetto – Pole position Corsivo – Giro più veloce |
| Legenda | Gara non valida | Non qual./Non part. | Ritirato/Non class. | Squalificato | '-' Dato non disp. | Grassetto – Pole position Corsivo – Giro più veloce |

### Classe 250
| 1965 | Classe | Moto   |   |   |   |   |   |   |   |   |   |   |   |   |     | Punti | Pos. |
| ---- | ------ | ------ | - | - | - | - | - | - | - | - | - | - | - | - | --- | ----- | ---- |
| 1965 | 250    | Suzuki | - | - | - | - | - | 4 | 4 | - | - | - | - | - | Rit | 6     | 14º  |

| Legenda | 1º posto        | 2º posto            | 3º posto            | A punti      | Senza punti        | Grassetto – Pole position Corsivo – Giro più veloce |
| Legenda | Gara non valida | Non qual./Non part. | Ritirato/Non class. | Squalificato | '-' Dato non disp. | Grassetto – Pole position Corsivo – Giro più veloce |